# 混合自由曲式
混合自由曲式（法語：pot-pourri）也称混成曲，是由各种不同性质的乐曲集合而成的，所以也叫杂曲，原名是来源于法语中混合各种花瓣和香料，作为室内清新剂的瓶子一词，可以是从各种乐曲中借用的片段组成。表示为 ABCDEF……，一般作为轻松、大众化的音乐效果。
这种曲式出现在18世纪的法国，在19世纪时非常流行，理查德·施特劳斯称他的歌剧《安静的女人》的序曲为“混成曲”。